# 李熙亭
李熙亭（1910年8月26日—1989年5月28日），聖名若望（拉丁語：Ioannes），中國天主教人物，中國天主教愛國會成員，中國第一個「自選自聖」的天主教主教。

## 生平
李熙亭1910年生於四川成都的一個天主教家庭。1938年晉鐸（成為天主教神父）。在中華人民共和國成立前即與中國共產黨關係良好。20世紀50年代，由中共主導的三自運動延伸至天主教，出現要求中國天主教完全與聖座（梵蒂岡）分裂、不按天主教教會法接受教宗任命主教，而是「自選自聖」主教的呼聲。在這樣的呼聲之中，李熙亭於1957年12月在天主教成都教區的代表會議上被推舉為主教。1958年8月，由同樣與中共關係良好的天主教順慶教區主教王文成祝聖為主教，是中國第一個「自選自聖」的主教。因祝聖未得到聖座許可，按天主教教會法屬於非法祝聖，等同於自科絕罰。
因拉丁文水平較高，李熙亭曾在四川大學、四川醫學院、成都中醫學院擔任客座教授執教拉丁文。後來也曾擔任四川天主教兩會主席、成都天主教愛國會主席。
1989年5月28日，因病於成都逝世。

## 外部連結
Patriotic Bishop John Li Xi-ting (Li Hsi Ying) （页面存档备份，存于）
| 宗教頭銜                   | 宗教頭銜                                                      | 宗教頭銜      |
| -------------------------- | ------------------------------------------------------------- | ------------- |
| 前任： 彭道傳 （聖座任命） | 天主教成都教區正權主教 （自選自聖） 1958年8月26日－ 1989年5月 | 繼任： 劉顯儒 |